# Плас-де-ла-Карьер
Плас-де-ла-Карьер (фр. Place de la Carrière — Площадь ристалища) — старинная площадь в центре города Нанси, столицы Лотарингии, расположена в старом городе и является продолжением знаменитой Плас-Станислас (Площади Станислава). Отделена от последней Триумфальной аркой, построенной архитектором Эммануэля Эре де Корни.

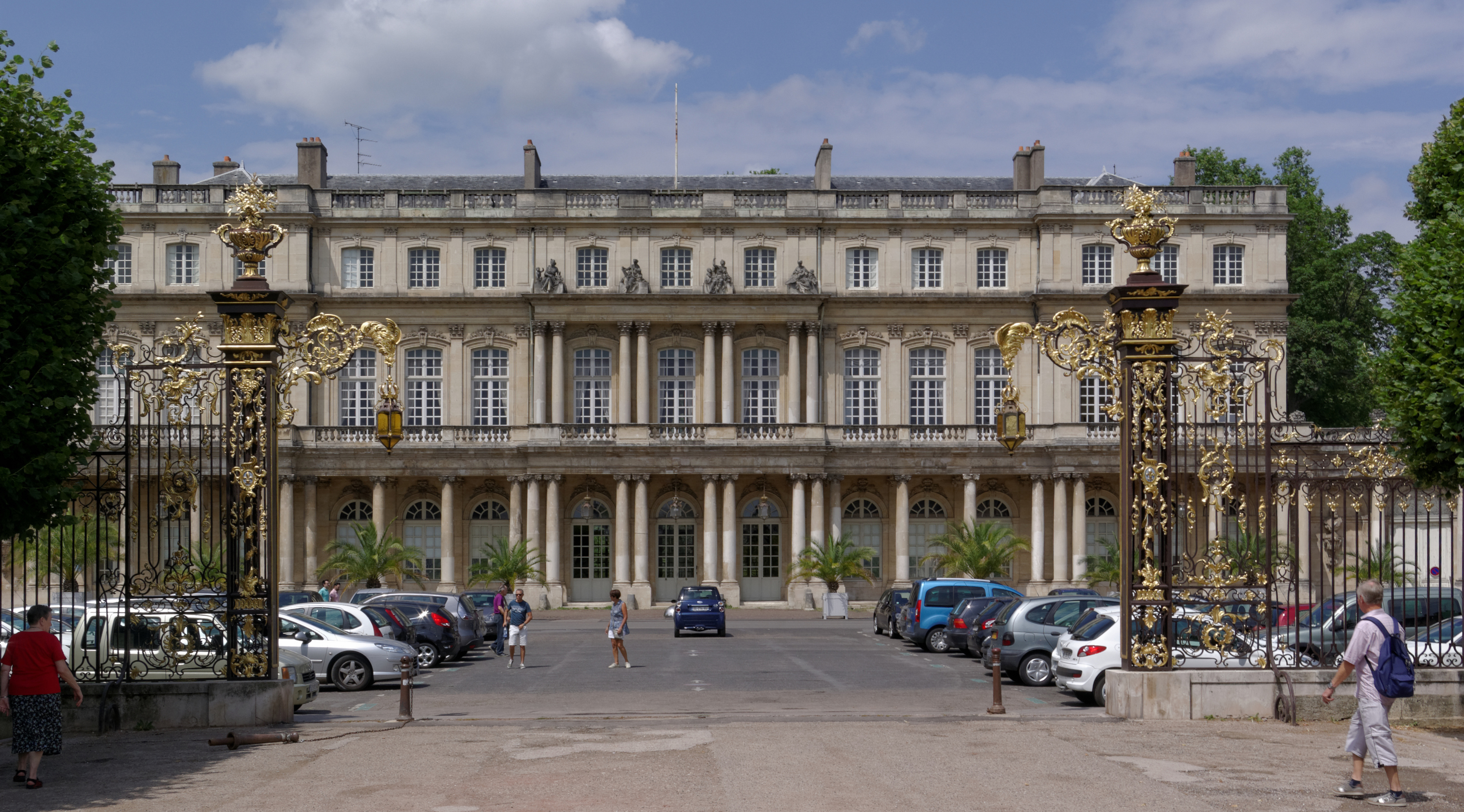
Вид на Плас-де-ла-Карьер и Дворец губернатора от Триумфальной арки и Плас-Станислас

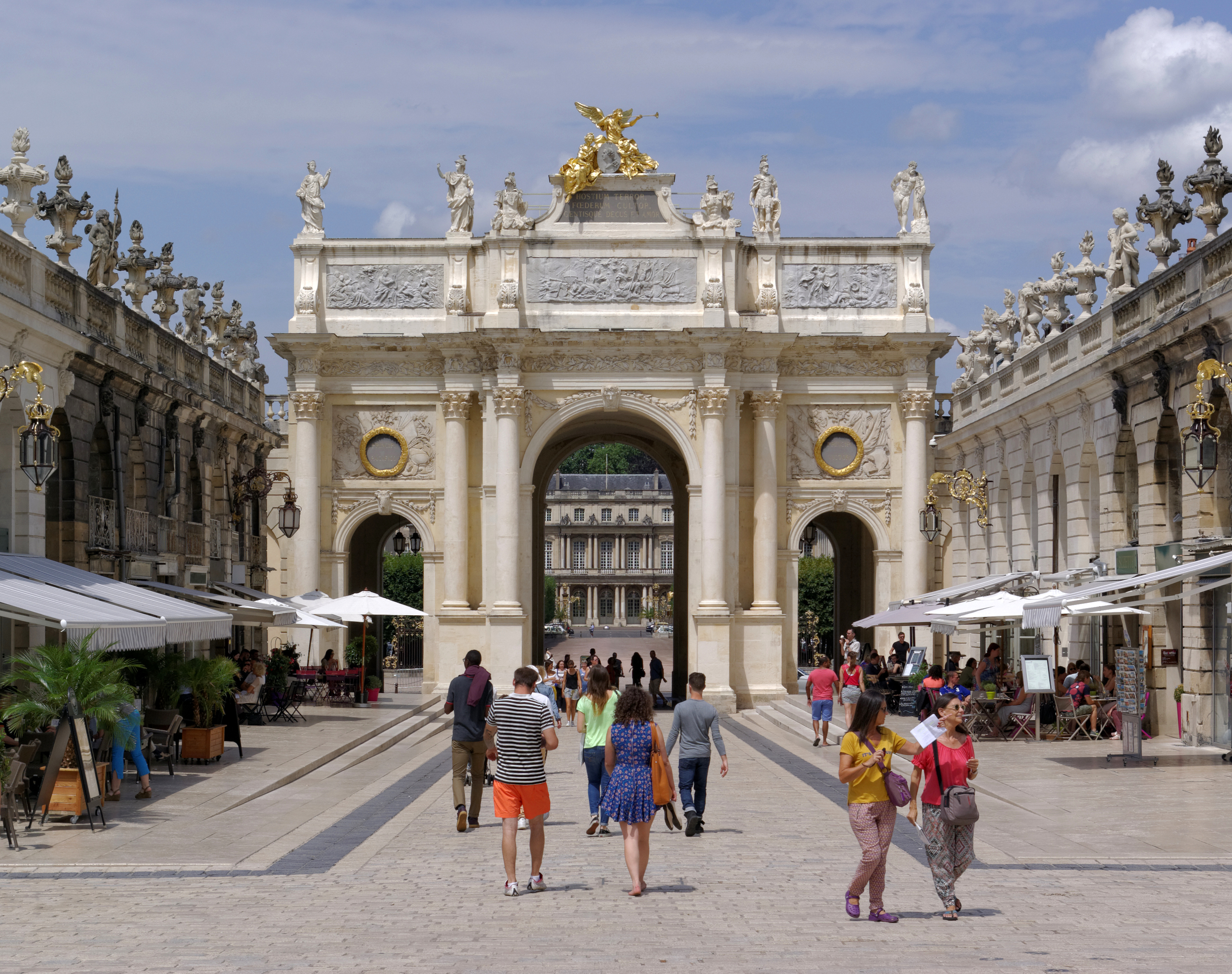
Триумфальная арка со стороны Плас-Станислас

## История
Новая площадь де-ла-Карьер образована в XVI веке в период расширения и укрепления средневекового города. Здесь строились особняки местной аристократии. В то время на площади проводили рыцарские турниры и другие конные мероприятия, отсюда её название. В конце XVI века для соединения Старого города с Новым, построенным на юге вне средневековой крепости, в крепостной стене были сделаны ворота, т. н. Порт-Ройял. На севере от площади де-ла-Карьер располагалось крыло Дворца герцога Лотарингии, уничтоженное герцогом Леопольдом I Лотарингским, который планировал построить здесь новый Лувр. На юго-востоке площади находится построенный в начале XVIII века Зал Бово (в настоящее время Апелляционный суд), работа французского архитектора Жермена Бофрана.
Пространство Плас-де-ла-Карьер (фр. Place de la Carrière — Площадь ристалища) архитектор Эммануэль де Корни замкнул полукруглой аркадой, превратившей площадь в подобие курдонёра, служащей одновременно переходной галереей на уровне второго этажа окружающих площадь построек. Эта остроумная архитектурная композиция следует традиционному стилю французского классицизма XVII века с элементами барокко. В то же время детали, прежде всего рисунок кованых оград и ворот работы Жана Ламура, демонстрируют элементы стиля рококо . Однако, придавая ансамблю большой размах, Эре де Корни строго ограничивает пространство, «не позволяя ему слиться в полной мере с широкими магистралями городских улиц… Площади замкнуты со всех сторон, и случайные просветы улиц или открытых колоннад не нарушают этой изоляции» .